# Abraxas lobata
Abraxas lobata là một loài bướm đêm trong họ Geometridae.